# 查希爾·烏丁·艾哈邁德
查希尔·乌丁·艾哈迈德（1957年—）是一名孟加拉国海军軍官，曾任第12任海軍参谋长。2009年-2013年在任。